# Мисача
Мисача је насеље у Србији у општини Аранђеловац у Шумадијском округу. Према попису из 2022. има 571 становника (према попису из 2011. било је 659 становника).

## Демографија
У насељу Мисача живи 624 пунолетна становника, а просечна старост становништва износи 42,2 година (41,2 код мушкараца и 43,2 код жена). У насељу има 270 домаћинстава, а просечан број чланова по домаћинству је 2,89.
Ово насеље је великим делом насељено Србима (према попису из 2002. године), а у последња три пописа, примећен је пад у броју становника.
|  |

| Демографија | Демографија | Демографија |
| Година      | Становника  | Становника  |
| ----------- | ----------- | ----------- |
| 1948.       | 1.299       |             |
| 1953.       | 1.172       |             |
| 1961.       | 1.151       |             |
| 1971.       | 1.012       |             |
| 1981.       | 875         |             |
| 1991.       | 791         | 781         |
| 2002.       | 781         | 799         |
| 2011.       | 659         |             |
| 2022.       | 571         |             |

| Етнички састав према попису из 2002.‍ | Етнички састав према попису из 2002.‍ | Етнички састав према попису из 2002.‍ | Етнички састав према попису из 2002.‍ | Етнички састав према попису из 2002.‍ |
| ------------------------------------ | ------------------------------------ | ------------------------------------ | ------------------------------------ | ------------------------------------ |
|                                      |                                      |                                      |                                      |                                      |
| Срби                                 | Срби                                 |                                      | 773                                  | 98,97%                               |
| Црногорци                            | Црногорци                            |                                      | 3                                    | 0,38%                                |
| непознато                            | непознато                            |                                      | 4                                    | 0,51%                                |

| Година пописа     | 1948. | 1953. | 1961. | 1971. | 1981. | 1991. | 2002. |
| ----------------- | ----- | ----- | ----- | ----- | ----- | ----- | ----- |
| Број домаћинстава | 271   | 222   | 242   | 225   | 218   | 211   | 270   |

| Број чланова      | 1  | 2  | 3  | 4  | 5  | 6 | 7 | 8 | 9 | 10 и више | Просек |
| ----------------- | -- | -- | -- | -- | -- | - | - | - | - | --------- | ------ |
| Број домаћинстава | 54 | 73 | 48 | 61 | 23 | 5 | 3 | 1 | 1 | 1         | 2,89   |

| Пол    | Укупно | Неожењен/Неудата | Ожењен/Удата | Удовац/Удовица | Разведен/Разведена | Непознато |
| ------ | ------ | ---------------- | ------------ | -------------- | ------------------ | --------- |
| Мушки  | 328    | 79               | 210          | 26             | 11                 | 2         |
| Женски | 314    | 37               | 206          | 65             | 4                  | 2         |
| УКУПНО | 642    | 116              | 416          | 91             | 15                 | 4         |

| Пол    | Укупно                    | Пољопривреда, лов и шумарство | Рибарство                            | Вађење руде и камена | Прерађивачка индустрија       |
| ------ | ------------------------- | ----------------------------- | ------------------------------------ | -------------------- | ----------------------------- |
| Мушки  | 208                       | 50                            | 0                                    | 8                    | 82                            |
| Женски | 100                       | 42                            | 0                                    | 0                    | 23                            |
| УКУПНО | 308                       | 92                            | 0                                    | 8                    | 105                           |
| Пол    | Производња и снабдевање   | Грађевинарство                | Трговина                             | Хотели и ресторани   | Саобраћај, складиштење и везе |
| Мушки  | 3                         | 13                            | 15                                   | 4                    | 10                            |
| Женски | 0                         | 2                             | 11                                   | 6                    | 1                             |
| УКУПНО | 3                         | 15                            | 26                                   | 10                   | 11                            |
| Пол    | Финансијско посредовање   | Некретнине                    | Државна управа и одбрана             | Образовање           | Здравствени и социјални рад   |
| Мушки  | 0                         | 3                             | 1                                    | 2                    | 9                             |
| Женски | 1                         | 2                             | 1                                    | 1                    | 6                             |
| УКУПНО | 1                         | 5                             | 2                                    | 3                    | 15                            |
| Пол    | Остале услужне активности | Приватна домаћинства          | Екстериторијалне организације и тела | Непознато            | Непознато                     |
| Мушки  | 0                         | 0                             | 0                                    | 8                    | 8                             |
| Женски | 1                         | 0                             | 0                                    | 3                    | 3                             |
| УКУПНО | 1                         | 0                             | 0                                    | 11                   | 11                            |